# Bobby (film 2006)
Bobby  è un film del 2006 diretto da Emilio Estevez.
La pellicola narra l'assassinio del senatore Robert Kennedy, dal punto di vista di 22 personaggi, ognuno con la propria storia, che si interseca con quella di Kennedy.
Bobby è stato presentato in anteprima al 63ª Mostra internazionale d'arte cinematografica di Venezia, tra i film in concorso, per poi uscire il 23 novembre in America (il 17 novembre 2006 a New York e Los Angeles), e in Italia il 17 gennaio 2007.
Il film è stato candidato a due Golden Globe per Miglior film drammatico e Miglior canzone originale.

## Trama
Il 5 giugno 1968, l'Hotel Ambassador, lussuoso albergo di Los Angeles e quartier generale del senatore Kennedy e dei suoi sostenitori, si sta preparando per le primarie della California.
John Casey è un vecchio portiere che non si rassegna a essere in pensione. Ogni giorno passa gran parte della giornata giocando a scacchi con l'amico Nelson, anch'egli in pensione, e raccontando aneddoti del passato.
Diane è una ragazza che decide di sposare un suo compagno di classe, William, in modo che quest'ultimo non debba arruolarsi per combattere la guerra del Vietnam. Il padre di lei, però, è contrario, in quanto crede che il ragazzo debba compiere il proprio dovere. William è grato alla compagna, ma nello stesso tempo si sente in colpa, per aver privato Diane di un vero matrimonio. La ragazza, però, sente di doverlo fare e inizia a innamorarsi del ragazzo.
Samantha e Jack sono una coppia di ricchi newyorkesi di mezza età in crisi, sostenitori di Kennedy, che hanno finanziato la sua campagna elettorale. Incapaci di comunicare e pieni di problemi, i due tendono ad allontanarsi. Solo quando Jack prende in mano la situazione e mostra alla moglie i loro problemi e come fare a risolverli, riescono a riconciliarsi.
Miriam lavora come estetista ed è sposata con il direttore dell'albergo, Paul, che la tradisce con la centralinista dell'hotel, Angela. Il sottoposto di Paul, Timmons, sovraintende le cucine e opprime i dipendenti neri e ispanici con i suoi modi razzisti e discriminatori, non lasciandoli votare. Paul è contrario e permette a tutti di lasciare anzitempo il lavoro per andare a votare. Licenzia inoltre Timmons a causa dei suoi atteggiamenti xenofobi.
Miriam scopre il tradimento del marito grazie a Timmons, che aveva visto Paul e Angela appartarsi in una camera dell'albergo. Dopo un intenso litigio, Miriam lascia il marito, nonostante il pentimento di quest'ultimo.
Nelle cucine dell'hotel lavorano anche uno chef afroamericano, Edward Robinson e un cameriere ispanico, Josè. Il ragazzo ha intenzione di andare a vedere una partita di baseball con suo padre, in cui molto probabilmente il suo giocatore preferito, Don Drysdale, batterà un importante record. Il supervisore delle cucine, però, gli affida il doppio turno e José deve rinunciare alla serata. Il ragazzo allora regala i biglietti a Edward, che lo ringrazia e afferma di aver incontrato in lui una persona nobile di spirito, come lo era stato il leggendario Re Artù.
Tim e la consorte Virginia Fallon sono due artisti in declino. Tim, ex batterista, ormai si occupa solo della moglie, continuamente sotto gli effetti dell'alcool. Virginia si trova all'hotel per esibirsi in serata. Il giorno successivo dovrà introdurre Robert Kennedy nel galà a lui dedicato. Phil, il manager della donna, riesce a procurarle un ingaggio a Las Vegas, ma Tim è contrario. I due litigano e Virginia si chiude nel bagno a bere. Nel pomeriggio, Virginia si reca dall'estetista, grazie alla quale capisce i suoi limiti e i suoi problemi con l'alcool. Poco prima della sua esibizione, Virginia chiede un ultimo bicchiere di whisky. La donna sale sul palco ed esegue la performance senza errori, lasciando esterrefatto il marito.
Una giornalista cecoslovacca, Lenka Janacek, tenta di ottenere un incontro con Kennedy per intervistarlo.
Wade, Dwayne, Jimmy e Cooper fanno parte dello staff di volontari di Kennedy; Jimmy e Cooper vengono però trattati dagli altri due senza rispetto, in quanto più giovani, assegnando loro compiti ingrati, come la promozione di voti negli slum periferici. I due allora, decidono di non svolgere i compiti loro assegnati, passando il tempo al bar, dove chiacchierano con l'aspirante attrice Susan Taylor. Agitati e irrequieti, vanno da uno spacciatore, Fisher, che vende loro dell'LSD. Fisher verrà in seguito arrestato.
La sera della convention un vasto gruppo di persone è riunito nella sala conferenze, per festeggiare la vittoria di Kennedy in California. Dopo un appassionato discorso, Kennedy esce dalla sala, attraversa le cucine, circondato da guardie, persone che lo hanno seguito dalla sala, e camerieri. Proprio mentre Josè stringe la mano al senatore, un uomo, Sirhan B. Sirhan, spara a Kennedy, uccidendolo, mentre Samantha, Cooper, Jimmy, William e Timmons rimangono feriti gravemente nell'attentato.

## Produzione

### Sceneggiatura
Emilio Estevez ha scritto la sceneggiatura, basandosi sui ricordi e le emozioni provate quando, ad appena sei anni, incontrò Robert Kennedy, grazie al padre, l'attore Martin Sheen, sostenitore del senatore nelle primarie del '68. Dopo la morte di Kennedy, Estevez rimase profondamente colpito dalla figura di Bobby. Il padre lo portò spesso all'Ambassador, luogo in cui Kennedy aveva pronunciato il suo ultimo discorso prima di morire. La morte di Kennedy influenzò e rimase nella memoria del giovane. Negli anni novanta, infatti, mentre scattava fotografie all'Ambassador Hotel, Estevez venne all'improvviso sopraffatto dai ricordi di quel viaggio fatto con suo padre e dall'ispirazione, che deciderà di scrivere sul film che rendesse omaggio allo spirito di Bobby.

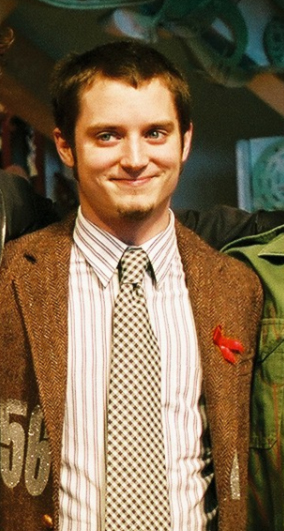
Elijah Wood, nel ruolo di William

Estevez decise fin dall'inizio di distanziarsi dal classico biopic hollywoodiano, in quanto avrebbe dovuto rintracciare tutte le persone presenti all'Ambassador quella notte e chiedere loro il permesso e i diritti per raccontare la loro storia. Scelse invece un approccio nuovo, mischiando i fatti di cronaca con elementi romanzati. Altra novità che la sceneggiatura avrebbe dovuto contenere sarebbe stata quella di mostrare Kennedy e i suoi ideali, attraverso le storie di persone comuni, una variegata rete di personaggi collegati all'hotel, le cui vite vengono influenzate dagli eventi di quella notte.
Inizialmente, Estevez non riuscì a trovare personaggi abbastanza convincenti. In preda al blocco dello scrittore, si rifugiò in un albergo californiano, per tentare di finire lo script. Nell'hotel, il regista incontrò una donna, presente all'attentato del senatore. La signora era una delle volontarie di Kennedy che sposò un ragazzo per impedire che andasse in Vietnam. Estevez basò su di lei il personaggio di Lindsay Lohan, Diane. Da lì, lo scrittore riuscì a creare il cuore della storia e proseguì con gli altri personaggi.
Anche i personaggi di Tim Fallon e Virginia Fallon non sono completamente frutto dell'immaginazione del regista: sono infatti basati rispettivamente su José Ferrer e Rosemary Clooney, entrambi presenti all'uccisione di Robert Kennedy.
Estevez pose particolare attenzione ai personaggi femminili presenti nella trama:
La sceneggiatura venne completata una settimana prima dell'11 settembre 2001. All'epoca, decise di tenere da parte la sceneggiatura per altri sei mesi e solo dopo la fece leggere al fratello, Charlie Sheen, che lo spronò a farla diventare un film.
Tuttavia, nessuna casa di produzione volle finanziare il film. Aiutato da Anthony Hopkins a trovare dei fondi, Estevez contattò la Weinstein Company, che finanziò solo in parte la pellicola. Dopo aver letto la sceneggiatura, Michel Litvak, proprietario della Bold Films, acconsentì a produrre il film. Per ammortizzare i costi, tutti gli attori accettarono il minimo sindacale.

### Riprese
(Emilio Estevez)
Le riprese sono iniziate il 31 ottobre 2005 e sono durate circa un mese. La maggior parte delle scene sono state girate nel vero hotel Ambassador, concesso alla troupe per un'intera settimana prima della sua demolizione, avvenuta nel 2005. Le restanti sequenze sono state girate nei dintorni di Los Angeles.

## Colonna sonora
La colonna sonora del film è stata scritta dal compositore Mark Isham. Ad accompagnare la musicale strumentale vi sono diverse canzoni in voga all'epoca e negli anni sessanta in generale. Per il film sono state registrate due nuovi canzoni: Louie Louie, cantata da Demi Moore, e Never Gonna Break My Faith, scritta da Bryan Adams, Elliot Kennedy e Andrea Remanda, e cantata da Aretha Franklin e Mary J. Blige.
Dalla colonna sonora sono stati tratti due dischi: il primo, contenente alcune delle canzoni usate nel film, è uscito il 14 novembre 2006, mentre il secondo, comprendente l'intera partitura di Isham, è uscito il 30 ottobre 2007.

### Tracce

#### Disco 1

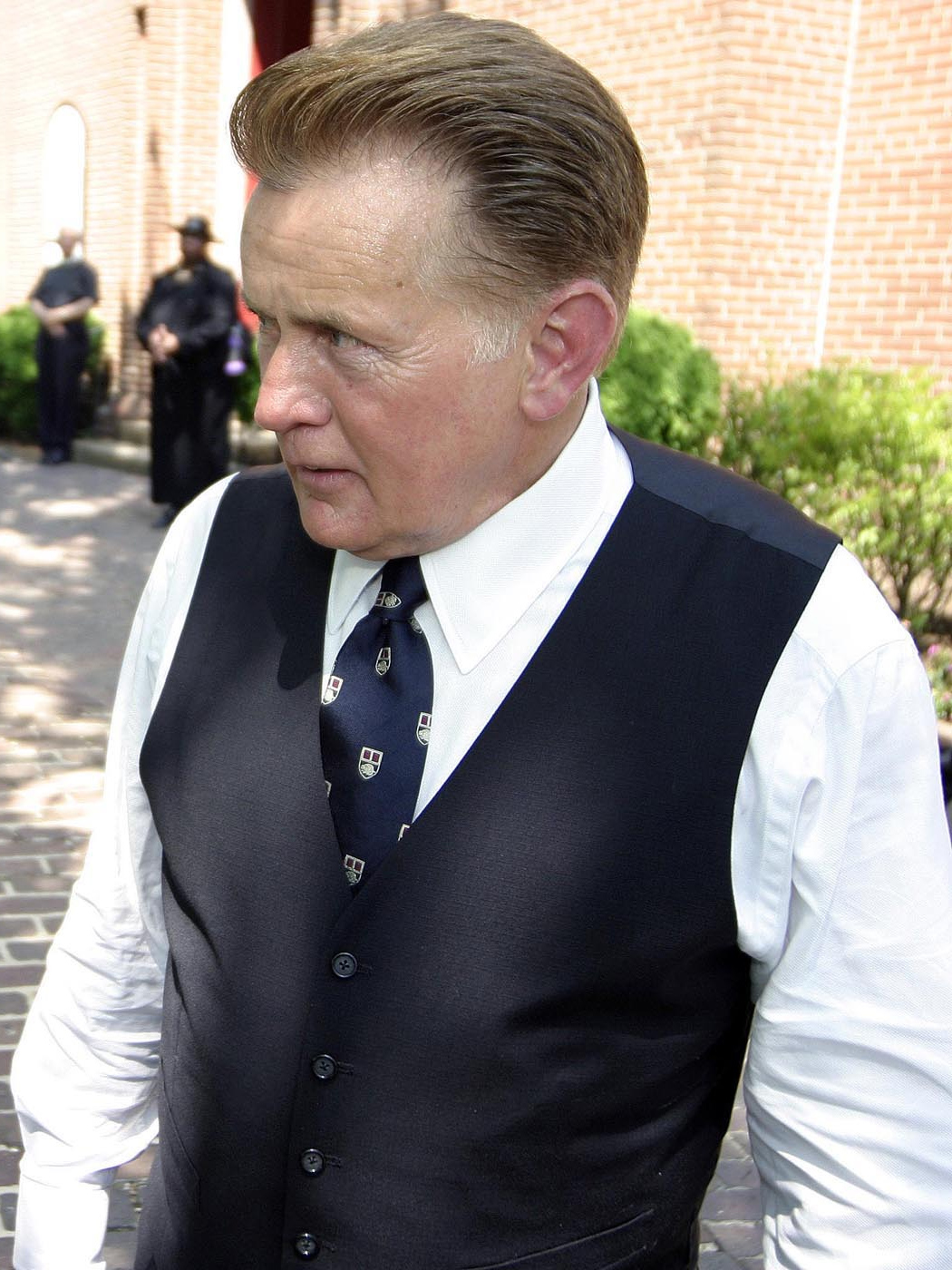
Sheen ha interpretato Robert Kennedy nella serie televisiva Missili d'ottobre

1. Generous and Compassionate Country (Robert Kennedy)
2. Never Gonna Break My Faith (Mary J. Blige, Aretha Franklin)
3. Tracks of My Tears (Smokey Robinson)
4. Come See About Me (The Supremes)
5. Function at the Junction (Shorty Long)
6. Grazing in the Grass (Hugh Masekela)
7. I Was Made to Love Her (Stevie Wonder)
8. Tuesday Afternoon (Forever Afternoon) (The Moody Blues)
9. Black Is Black (Los Bravos)
10. Ain't That Peculiar (Marvin Gaye)
11. Baby, I Love You (Aretha Franklin)
12. Louie, Louie (Demi Moore) - cover di Louie, Louie (Richard Barry)
13. Sound of Silence (Simon and Garfunkel)
14. Mindless Menace of Violence (Robert Kennedy)

#### Disco 2
1. Prologue - 3:56
2. The Ambassador Hotel - 2:46
3. Samantha Unpacks - 1:25
4. No One Left But Bobby - 2:23
5. Cobbler - 2:12
6. Virginia and Miriam - 2:04
7. Switchboard - 3:26
8. A Chivalrous Act - 2:26
9. More Than The Things In Our Lives - 1:33
10. We Don't Do This - 3:16
11. Annulment - 0:52
12. Disenchantment - 3:10
13. Casey Welcomes Kennedy - 1:58
14. The Mindless Menace Of Violence - 8:57

## Accoglienza
Il film, uscito nel novembre del 2006, ha incassato nel primo fine settimana di programmazione 4857736 $, complessivamente 11242801 $, e a livello globale 20597806 $, a fronte di un budget pari a 14000000 $. In Italia, la pellicola ha guadagnato 1479535 €, riscuotendo un buon successo, se comparato con gli incassi delle altre nazioni europee, come la Spagna e la Francia.

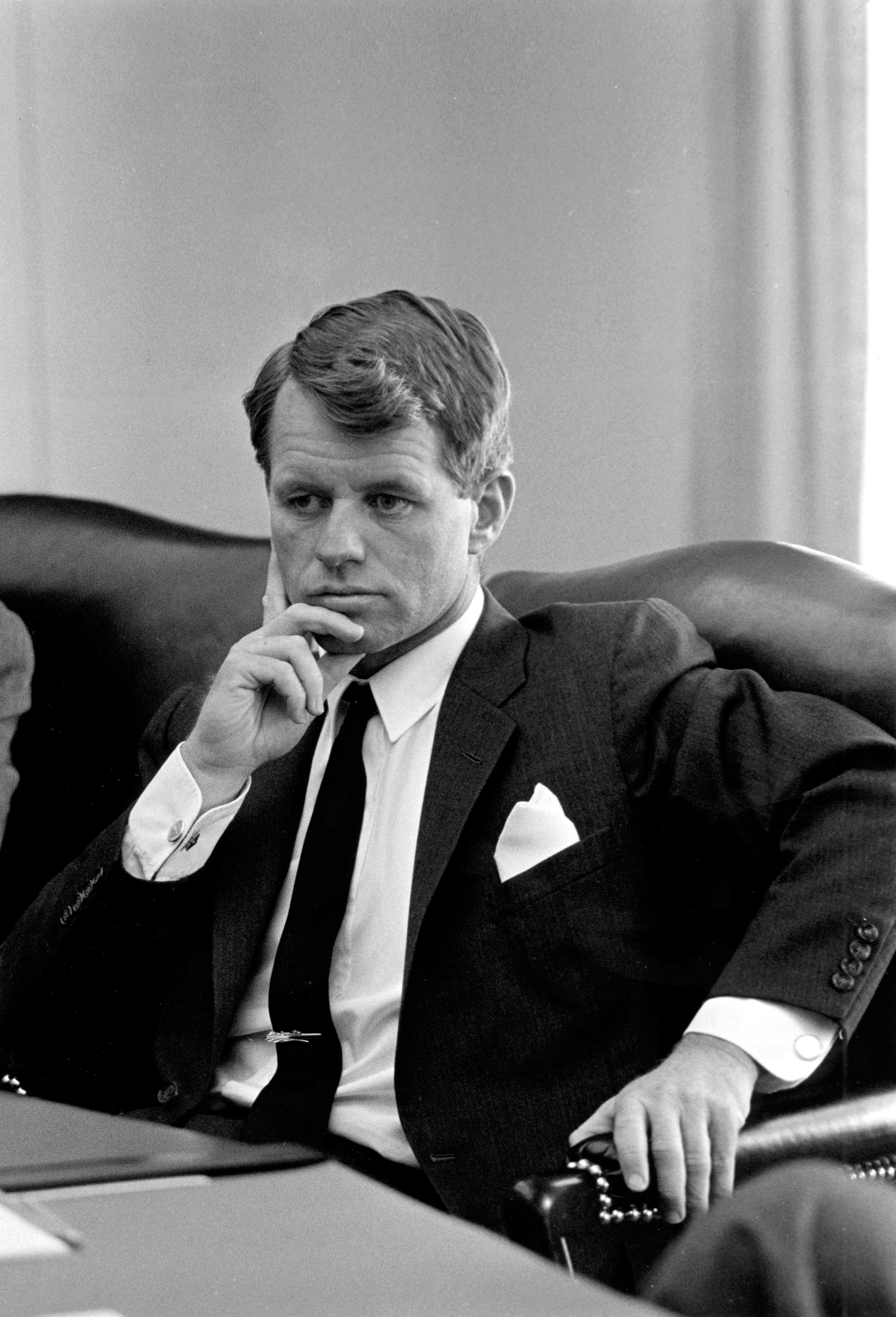
Molti critici hanno definito il film un omaggio a Robert F. Kennedy

La critica americana ha accolto tiepidamente il film, che ha ricevuto il 45% di freschezza sul sito Rotten Tomatoes. Ann Hornaday, sul Washington Post, da un parere positivo al film:
Michael Medved dà al film tre stelle (su quattro), definendolo "Intrigante ma imperfetto", e aggiungendo che "Posso confermare che il regista/sceneggiatore Emilio Estevez azzecca la gran parte delle sensazioni e dei sentimenti che si potevano provare in quel momento. Ma il melodrammatico film a mosaico distrae e non permette di cogliere tutte le sfumature." Medved è l'unico critico cinematografico che era presente, come volontario nella compagnia di Kennedy, nella sala dell'hotel, quando il senatore fu assassinato.
Richard Roeper giudica positivamente il film, dicendo che include il "Più eclettico cast dell'anno. Estevez scrive e dirige con passione, ma non raggiunge i livelli di Nashville".
Peter Travers, su Rolling Stone, annovera Bobby tra i peggior film del 2006, definendo "Finzione trita e ritrita: un lavoro di insipida inettitudine".
A.O. Scott, sulle pagine del New York Times, paragona il film di Estevez a Nashville, film corale di Altman:
La critica italiana accoglie la pellicola più caldamente rispetto al pubblico americano. Tullio Kezich commenta positivamente il film, di cui recensisce la versione provvisoria presentata a Venezia:
Monica Cabras, sul sito FilmUP.com, giudica positivamente la pellicola, lodando la drammaticità palpabile:

## Premi e riconoscimenti

### Premi
| - 2006 - National Board of Review of Motion Pictures - Miglior film indipendente - 2006 - Mostra Internazionale d'Arte Cinematografica di Venezia - Biografilm Award a Emilio Estevez | - 2006 - Phoenix Film Critics Society Awards - Performance rivelazione dell'anno a Emilio Estevez - 2006 - Hollywood Film Festival - Miglior cast - Miglior performance rivelazione femminile a Lindsay Lohan |

### Nomination
| - 2006 - Mostra Internazionale d'Arte Cinematografica di Venezia - Leone d'Oro al miglior film - 2006 - Screen Actors Guild Awards - Miglior cast | - 2006 - Golden Globe - Miglior film drammatico - Miglior canzone originale a Bryan Adams, Elliot Kennedy e Andrea Remanda. |

## Citazioni e riferimenti
Bobby cita e fa riferimento a diversi aspetti della cultura dell'epoca, inclusi film, abiti, modi di dire e profili sociali.
- La trama del film ricalca in parte quelle di Nashville, per quanto riguarda i numerosi personaggi, e Grand Hotel, per quanto concerne l'impianto scenico e strutturale. Grand Hotel viene addirittura citato nei dialoghi del film, da John Casey.
- Nel bar Jimmy, Cooper e Susan Taylor discutono sul fatto che Anne Bancroft avesse potuto usare una controfigura nelle scene di nudo de Il laureato.
- Nel bagno dell'hotel, John Casey chiede a Nelson se abbia mai visto Gangster Story. L'uomo risponde di averlo visto assieme a lui.
- Tim Fallon e Virginia Fallon sono basati rispettivamente su José Ferrer e Rosemary Clooney. In ogni caso, tutti i personaggi si basano su aspetti o atteggiamenti degli anni sessanta.
- Jimmy e Cooper fanno riferimento per due volte al fatto di aver visto al cinema Il pianeta delle scimmie sotto l'effetto dell'LSD che avevano comprato da Fisher.